# 299362 Marthacole
299362 Marthacole este o planetă minoră (asteroid) din centura de asteroizi. A fost descoperită pe 1 octombrie 2005 la Catalina Station⁠(d) de Richard Kowalski⁠(d). 
Obiectul prezintă o orbită caracterizată de o semiaxă mare de 2,1161716423604 UAi, o excentricitate de 0,17515897354369, o înclinație de 3,8100355545808 ° în raport cu ecliptica.